# リタ・ライス

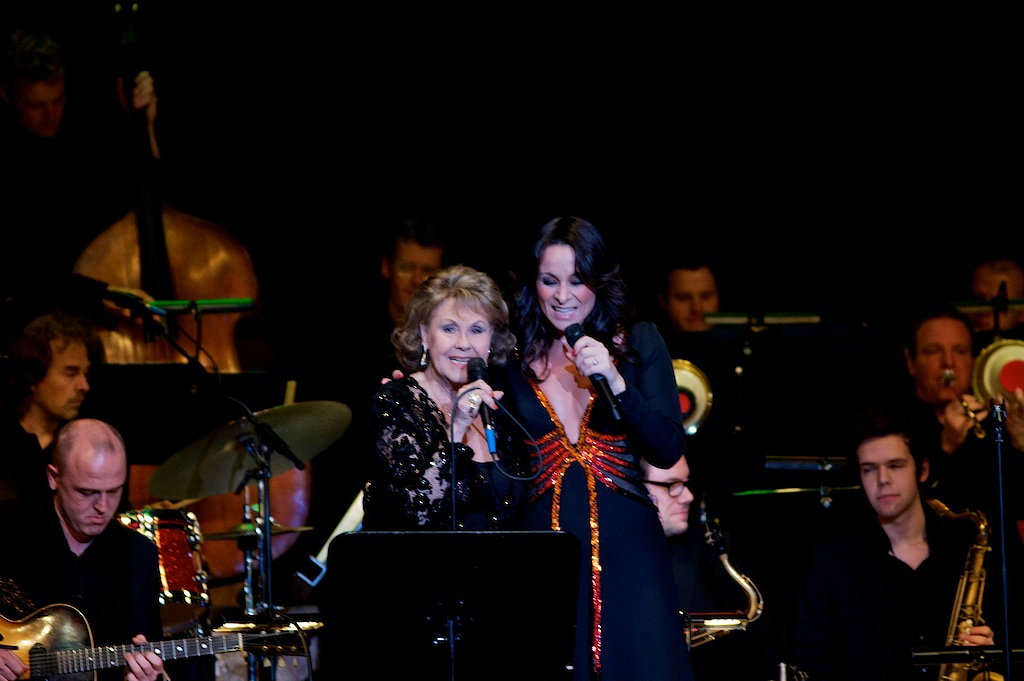
アムステルダム・コンセルトヘボウで「ホワイト・クリスマス」を歌うリタ・ライスとトレインチャ・オーステルハウス（2009年12月17日）

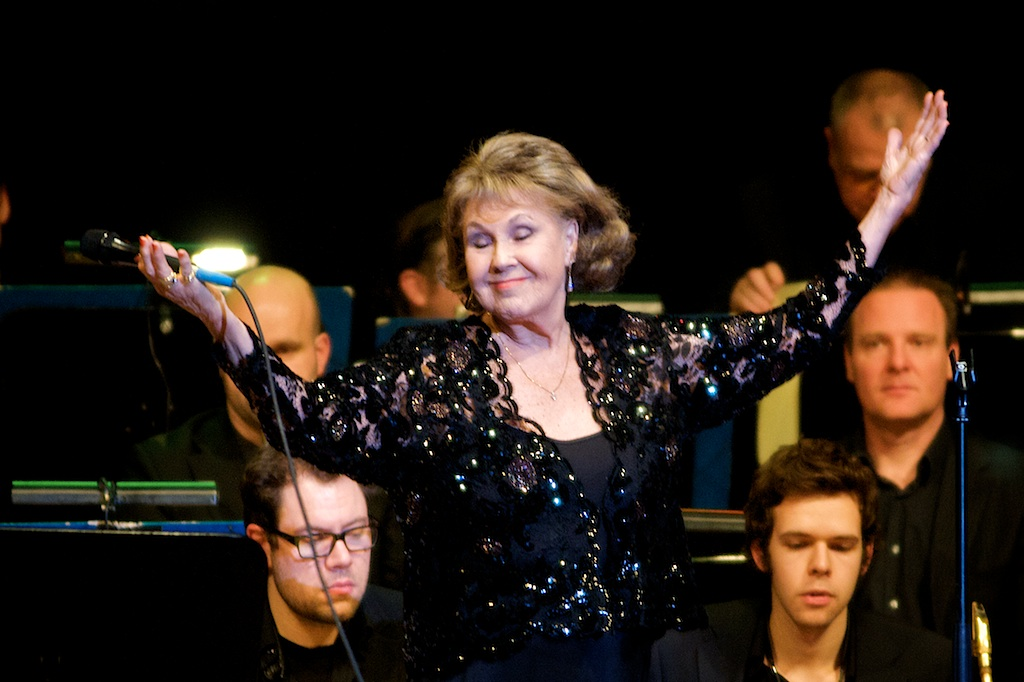
リタ・ライス（2009年）

リタ・ライス（Rita Reys、1924年12月21日 - 2013年7月28日）は、オランダ出身のジャズ歌手。彼女は「ヨーロッパにおけるジャズのファースト・レディ」とプロモートされた。
1980年代、リタはアメリカン・ソングブックに回帰し、レックス・ジャスパー・オーケストラとともに『Memories of You』などのアルバムを録音した。彼女は2013年7月28日にオランダのブリューケレンで亡くなった。

## ディスコグラフィ

### アルバム
- 『クール・ヴォイス・オブ・リタ・ライス』 - The Cool Voice of Rita Reys (1956年、Columbia)
- 『ザ・クール・ヴォイス・オブ・リタ・ライスVOL.2』 - The Cool Voice of Rita Reys No. 2 (1957年、Philips)
- New Voices (1957年、Dawn) ※with Sylvia Pierce、Peggy Serra
- 『トゥ・ジャジー・ピープル』 - Two Jazzy People (1959年、Philips) ※with ベンクト・ハルベルク
- 『マリッジ・イン・モダン・ジャズ』 - Marriage in Modern Jazz (1960年、Philips) ※with ピム・ヤコブス
- 『ジャズ・ピクチャーズ』 - Jazz Pictures at an Exhibition (1961年、Philips) ※with ピム・ヤコブス
- 『リタ・ライス・ウィズ・ダッチ・スイング・カレッジ・バンド』 - Jazz Sir, That's Our Baby (1963年、Philips)
- 『リタ・ライス・アット・ザ・ゴールデン・サークル・クラブ・ストックホルム』 - Rita Reys at the Golden Circle Club Stockholm (1963年、Philips) ※with ピム・ヤコブス
- 『リタ・ライス・ミーツ・オリヴァー・ネルソン』 - Rita Reys Meets Oliver Nelson (1965年、Philips) ※with オリヴァー・ネルソン
- Congratulations in Jazz (1965年、Philips)
- Rita a Go-Go (1967年、Philips) ※with ピム・ヤコブス
- 『リタ・ライス・トゥデイ』 - Today: Recorded in London (1969年、Philips)
- 『シングス・バート・バカラック』 - Sings Burt Bacharach (1971年、CBS)
- 『シングス・ミシェル・ルグラン』 - Rita Reys Sings Michel Legrand (1972年、CBS)
- 『アワ・フェイヴァリット・ソングス』 - Our Favorite Songs (1973年、CBS) ※with ピム・ヤコブス
- Rita Reys Sings the George Gershwin Songbook (1975年、CBS)
- 『ザット・オールド・フィーリング』 - That Old Feeling (1979年、CBS) ※with ピム・ヤコブス
- 『リタ・ライス・シングス・ジョビン』 - Sings Antonio Carlos Jobim (1981年、Philips)
- Collage (1981年、CBS) ※with ピム・ヤコブス
- Rita Reys (1982年、Philips)
- Memories of You (1983年、Utopia Music) ※with ピム・ヤコブス
- Have Yourself a Merry Little Christmas (1986年、Polydor) ※with ピム・ヤコブス
- Live at the Concertgebouw (1986年、RCA) ※with ピム・ヤコブス
- Two for Tea (1987年、Polydor) ※with Louis Van Dijk
- 『リラックス・ウィズ・リタ・アンド・ピム』 - Relax with Rita & Pim (1989年、Philips) ※with ピム・ヤコブス
- Swing & Sweet (1990年、Blue Note)
- The American Songbook Volume 1 (1992年、Music-All-In)
- The American Songbook Volume 2 (1992年、Music-All-In)
- Loss of Love: Rita Reys Sings Henry Mancini (1998年、Quintessence)
- The Lady Strikes Again (1999年、Quintessence)
- Once Upon a Summertime (1999年、Koch)
- 『ビューティフル・ラヴ』 - Beautiful Love (2004年、Fieldwork)
- Young at Heart (2010年、Wedgeview Music)